# Savona Foot-Ball Club 1951-1952
Questa voce raccoglie le informazioni riguardanti  il Savona Foot-Ball Club nelle competizioni ufficiali della stagione 1951-1952.

## Rosa
| N. |                   | Ruolo | Calciatore           |
| -- | ----------------- | ----- | -------------------- |
|    | Italia (bandiera) | A     | Giovanni Bacciarello |
|    | Italia (bandiera) | C     | Bruno Barbieri       |
|    | Italia (bandiera) | C     | F. Bertolotti        |
|    | Italia (bandiera) | A     | Franco Bironi        |
|    | Italia (bandiera) | C     | Giovanni Cappelli    |
|    | Italia (bandiera) | A     | Giuseppe Cavagnero   |
|    | Italia (bandiera) | A     | F. Grammatica        |
|    | Italia (bandiera) | D     | Gino Littarelli      |

| N. |                   | Ruolo | Calciatore        |
| -- | ----------------- | ----- | ----------------- |
|    | Italia (bandiera) | C     | R. Longoni        |
|    | Italia (bandiera) | A     | Umberto Mantero   |
|    | Italia (bandiera) | P     | Dante Piani       |
|    | Italia (bandiera) | D     | F. Reggiani       |
|    | Italia (bandiera) | C     | N. Ronzon         |
|    | Italia (bandiera) | D     | Mario Ventimiglia |
|    | Italia (bandiera) | D     | Gino Vignolo      |